# Parelwaaierstaart
De parelwaaierstaart (Rhipidura perlata) is een zangvogel uit de familie Rhipiduridae (waaierstaarten). De vogel komt voor in het westen van de Indische Archipel.

## Kenmerken
De lichaamslengte bedraagt 18 cm. De vogel is overwegend leigrijs tot bijna zwart. Kenmerkend zijn de witte wenkbrauwstreep, daaronder een zwart "masker" rond het oog en dan weer een witte baardstreep en daaronder een zwart keeltje met in het zwart witte stippels ("parels"). De uiteinden van de staartveren zijn wit.

## Verspreiding en leefgebied
De parelwaaierstaart komt voor op het schiereiland Malakka en de eilanden Sumatra en Borneo. De vogel is een algemene zangvogel van vochtig regenwoud in laagland en in heuvelland.
De vogel is nog redelijk algemeen op Sumatra en Borneo en plaatselijk wat schaarser op Malakka.

## Status
De parelwaaierstaart heeft een enorm groot verspreidingsgebied en daardoor alleen al is de kans op de status kwetsbaar (voor uitsterven) gering. De grootte van de populatie is niet gekwantificeerd, maar wordt als stabiel beschouwd. Om deze redenen staat deze waaierstaart als niet bedreigd op de Rode Lijst van de IUCN.